# Olympique de Marseille 2017-2018
Questa voce raccoglie le informazioni riguardanti l'Olympique de Marseille nelle competizioni ufficiali della stagione 2017-2018.

## Divise e sponsor
| Casa | Trasferta | Terza maglia |

## Organigramma societario
Area direttiva
- Presidente: Giovanni Ciccolunghi
- Proprietario: Margarita Louis-Dreyfus
- Direttore generale: Luc Laboz

Area comunicazione
- Responsabile: Thomas Benedet

Area tecnica
- Direttore sportivo: Gunter Jacob
- Allenatore: Jocelyn Gourvennec
- Allenatore in seconda: Thomas Fernandez
- Preparatore atletico: Pieter Jacobs
- Preparatore dei portieri: Stéphane Cassard

Area sanitaria
- Responsabile: Jacques Taxil
- Medico sociale: Christophe Baudot, Sylvain Blanchard
- Massaggiatori: Alain Soultanian, Jérôme Palestri, Jean-Georges Cellier

## Rosa
| N. |                       | Ruolo | Calciatore        |
| -- | --------------------- | ----- | ----------------- |
| 2  | Giappone (bandiera)   | D     | Hiroki Sakai      |
| 3  | Brasile (bandiera)    | D     | Dória             |
| 4  | Francia (bandiera)    | D     | Boubacar Kamara   |
| 5  | Argentina (bandiera)  | A     | Lucas Ocampos     |
| 6  | Portogallo (bandiera) | D     | Rolando           |
| 7  | Francia (bandiera)    | C     | Rémy Cabella      |
| 8  | Francia (bandiera)    | C     | Morgan Sanson     |
| 10 | Francia (bandiera)    | C     | Dimitri Payet (C) |
| 11 | Grecia (bandiera)     | A     | Kōstas Mītroglou  |
| 12 | Camerun (bandiera)    | D     | Henri Bedimo      |
| 13 | Tunisia (bandiera)    | D     | Aymen Abdennour   |
| 14 | Camerun (bandiera)    | A     | Clinton N'Jie     |
| 15 | Slovacchia (bandiera) | D     | Tomáš Hubočan     |
| 16 | Francia (bandiera)    | P     | Yohann Pelé       |
| 17 | Guinea (bandiera)     | A     | Bouna Sarr        |

| N. |                    | Ruolo | Calciatore           |
| -- | ------------------ | ----- | -------------------- |
| 18 | Francia (bandiera) | D     | Jordan Amavi         |
| 19 | Brasile (bandiera) | C     | Luiz Gustavo         |
| 20 | Francia (bandiera) | D     | Christopher Rocchia  |
| 21 | Francia (bandiera) | D     | Patrice Evra         |
| 22 | Francia (bandiera) | C     | Grégory Sertic       |
| 23 | Francia (bandiera) | D     | Adil Rami            |
| 24 | Francia (bandiera) | D     | Rod Fanni            |
| 26 | Francia (bandiera) | A     | Florian Thauvin      |
| 27 | Francia (bandiera) | C     | Maxime Lopez         |
| 28 | Francia (bandiera) | A     | Valère Germain       |
| 29 | Camerun (bandiera) | C     | André Zambo Anguissa |
| 30 | Francia (bandiera) | P     | Steve Mandanda       |
| 33 | Turchia (bandiera) | A     | Yusuf Sari           |
| 40 | Francia (bandiera) | P     | Florian Escales      |
|    | Armenia (bandiera) | D     | Gaël Andonian        |

## Calciomercato

### Sessione estiva(dal 09/06 al 31/08)
| Acquisti         | Acquisti          | Acquisti          | Acquisti                           |
| R.               | Nome              | da                | Modalità                           |
| ---------------- | ----------------- | ----------------- | ---------------------------------- |
| P                | Julien Fabri      | Bourg-en-Bresse   | fine prestito                      |
| P                | Steve Mandanda    | Crystal Palace    | definitivo (3 milioni €)           |
| D                | Aymen Abdennour   | Valencia          | prestito                           |
| D                | Baptiste Aloé     | Valenciennes      | fine prestito                      |
| D                | Jordan Amavi      | Aston Villa       | prestito                           |
| D                | Gaël Andonian     | Veroia            | fine prestito                      |
| D                | Adil Rami         | Siviglia          | definitivo (6 milioni €)           |
| D                | Stéphane Sparagna | Auxerre           | fine prestito                      |
| C                | Luiz Gustavo      | Wolsburg          | definitivo (10 milioni €)          |
| C                | Florian Thauvin   | Newcastle         | riscatto cartellino (11 milioni €) |
| A                | Valère Germain    | Monaco            | definitivo (8 milioni €)           |
| A                | Kōstas Mītroglou  | Benfica           | definitivo (15 milioni €)          |
| A                | Clinton N'Jie     | Tottenham         | riscatto cartellino (7 milioni €)  |
| A                | Lucas Ocampos     | Genoa             | fine prestito                      |
| Altre operazioni |                   |                   |                                    |
| R.               | Nome              | da                | Modalità                           |
| D                | Brice Nlaté       | Créteil-Lusitanos | fine prestito                      |

| Cessioni         | Cessioni                | Cessioni           | Cessioni                   |
| R.               | Nome                    | a                  | Modalità                   |
| ---------------- | ----------------------- | ------------------ | -------------------------- |
| P                | Julien Fabri            |                    | svincolato                 |
| P                | Brice Samba             |                    | svincolato                 |
| D                | Baptiste Aloé           |                    | svincolato                 |
| D                | Karim Rekik             | Herta Berlino      | definitivo (2,5 milioni €) |
| D                | Stéphane Sparagna       | Boavista           | definitivo                 |
| C                | Rémy Cabella            | Saint-Étienne      | prestito                   |
| C                | Abou Diaby              |                    | svincolato                 |
| C                | Saîf-Eddine Khaoui      | Troyes             | prestito                   |
| C                | Zinédine Machach        | Tolosa             | fine prestito              |
| C                | Bill Tuiloma            | Portland Timbers   | definitivo                 |
| C                | William Vainqueur       | Roma               | fine prestito              |
| A                | Bafétimbi Gomis         | Swansea City       | fine prestito              |
| A                | Aaron Leya Iseka        | Anderlecht         | fine prestito              |
| A                | Antoine Rabillard       |                    | svincolato                 |
| Altre operazioni |                         |                    |                            |
| R.               | Nome                    | a                  | Modalità                   |
| P                | Esteban Goncalves       |                    | svincolato                 |
| D                | Julien Da Costa         |                    | svincolato                 |
| D                | Gabriel Dubois          |                    | svincolato                 |
| C                | Mathieu Buech           |                    | svincolato                 |
| D                | Alphousseyni Sané       |                    | svincolato                 |
| C                | Clément Goguey          | Consolat Marseille | definitivo                 |
| A                | Jérémie Porsan-Clemente |                    | svincolato                 |
| A                | Mohammadou Samad        |                    | svincolato                 |

### Sessione invernale(dal 01/01 al 31/01)
| Acquisti | Acquisti | Acquisti | Acquisti |
| R.       | Nome     | da       | Modalità |
| -------- | -------- | -------- | -------- |

| Cessioni | Cessioni | Cessioni    | Cessioni |
| R.       | Nome     | a           | Modalità |
| -------- | -------- | ----------- | -------- |
| D        | Dória    | Malatyaspor | prestito |

## Risultati

### Ligue 1

#### Girone di andata
| Arbitro: | Bastien |

|                            |           |  |
| N'Jie 51’, 73’ Thauvin 54’ | Marcatori |  |

| Arbitro: | Buquet |

|  |           |             |
|  | Marcatori | 87’ Ocampos |

| Arbitro: | Miguelgorry |

|           |           |                 |
| N'Jie 17’ | Marcatori | 71’ Toko Ekambi |

| Arbitro: | Buquet |

|                                                                           |           |             |
| Glik 2’ Falcao 20’ (rig.), 34’ Diakhaby 45’ Sidibé 68’ Fabinho 79’ (rig.) | Marcatori | 74’ Cabella |

| Arbitro: | Delerue |

|            |           |                                      |
| Sanson 87’ | Marcatori | 2’ Khazri 10’ Bourigeaud 70’ Gnagnon |

| Arbitro: | Lesage |

|  |           |                |
|  | Marcatori | 53’, 55’ N'Jie |

| Arbitro: | Millot |

|                         |           |  |
| Thauvin 32’ Ocampos 61’ | Marcatori |  |

| Arbitro: | Bastien |

|                       |           |                                                         |
| Balotelli 4’ Seri 16’ | Marcatori | 26’, 44’ Ocampos 40’ (aut.) Lees-Melou 48’ Luiz Gustavo |

| Arbitro: | Gautier |

|                                 |           |                                   |
| Aholou 31’ Koné 60’ Liénard 74’ | Marcatori | 5’ Payet 48’ Sanson 88’ Mītroglou |

| Arbitro: | Buquet |

|                              |           |                         |
| Luiz Gustavo 16’ Thauvin 78’ | Marcatori | 33’ Neymar 90+3’ Cavani |

| Arbitro: | Letexier |

|  |           |           |
|  | Marcatori | 5’ Sanson |

| Arbitro: | Rainville |

|                                                            |           |  |
| Luiz Gustavo 43’ Thauvin 47’, 81’ Sanson 52’ Mītroglou 76’ | Marcatori |  |

| Arbitro: | Millot |

|                |           |              |
| de Préville 3’ | Marcatori | 90+5’ Sanson |

| Arbitro: | Delerue |

|             |           |  |
| Thauvin 31’ | Marcatori |  |

| Arbitro: | Chapron |

|  |           |                                          |
|  | Marcatori | 19’ Thauvin 36’ Luiz Gustavo 72’ Ocampos |

| Arbitro: | Schneider |

|         |           |                    |
| Sio 29’ | Marcatori | 45’ (rig.) Thauvin |

| Arbitro: | Rainville |

|                              |           |  |
| Germain 11’, 71’ Ocampos 80’ | Marcatori |  |

| Arbitro: | Bastien |

|                      |           |  |
| Fekir 6’ Mariano 51’ | Marcatori |  |

| Arbitro: | Thual |

|                                        |           |          |
| Payet 31’ Luiz Gustavo 66’ Germain 84’ | Marcatori | 14’ Pelé |

#### Girone di ritorno
| Arbitro: | Turpin |

|  |           |                                    |
|  | Marcatori | 35’ Germain 45’ Sanson 83’ Thauvin |

| Arbitro: | Buquet |

|                     |           |  |
| N'Jie 79’ Payet 87’ | Marcatori |  |

| Arbitro: | Letexier |

|  |           |                              |
|  | Marcatori | 55’ (rig.) Payet 74’ Thauvin |

| Arbitro: | Gautier |

|                     |           |                      |
| Rami 7’ Germain 47’ | Marcatori | 4’ Keita 51’ Fabinho |

| Arbitro: | Thual |

|                                                          |           |                             |
| Sanson 6’ Thauvin 9’, 45’, 56’ Germain 49’ Mītroglou 76’ | Marcatori | 74’, 85’ Mollet 90+1’ Niane |

| Arbitro: | Schneider |

|                            |           |                       |
| Monnet-Paquet 9’ Berič 75’ | Marcatori | 4’ Thauvin 20’ Sanson |

| Arbitro: | Lesage |

|             |           |  |
| Thauvin 35’ | Marcatori |  |

| Arbitro: | Bastien |

|                                          |           |  |
| Mbappé 10’ Rolando 28’ (aut.) Cavani 56’ | Marcatori |  |

| Arbitro: | Gautier |

|               |           |            |
| Thauvin 90+5’ | Marcatori | 11’ Dubois |

| Arbitro: | Letexier |

|            |           |                           |
| Mubele 19’ | Marcatori | 10’ Ocampos 79’ Mītroglou |

| Arbitro: | Buquet |

|                           |           |                                       |
| Rolando 31’ Mītroglou 84’ | Marcatori | 42’ (aut.) Rami 52’ Aouar 90’ Memphis |

| Arbitro: | Brisard |

|                |           |                                     |
| Chang-Hoon 73’ | Marcatori | 36’ Germain 88’ Ocampos 90+6’ Payet |

| Marsiglia 8 aprile 2018, ore 21:00 CEST 32ª giornata | Olympique Marsiglia | 0 – 0 referto | Montpellier | Stade Vélodrome (39.163 spett.)\| Arbitro: \| Lesage \| |
| Arbitro:                                             | Lesage              |               |             |                                                         |

| Arbitro: | Moreira |

|                       |           |                                     |
| Grandsir 1’ Nivet 48’ | Marcatori | 11’ N'Jie 75’ Mītroglou 85’ Thauvin |

| Arbitro: | Delerue |

|                                                        |           |            |
| Thauvin 12’, 30’ (rig.) Mītroglou 35’, 38’ Ocampos 68’ | Marcatori | 54’ Benzia |

| Arbitro: | Rainville |

|            |           |                   |
| Traoré 79’ | Marcatori | 3’ (rig.) Thauvin |

| Arbitro: | Gautier |

|                       |           |              |
| Germain 13’ Payet 72’ | Marcatori | 5’ Balotelli |

| Arbitro: | Delerue |

|                                    |           |                             |
| Grenier 42’, 52’ Briand 70’ (rig.) | Marcatori | 2’ Germain 14’, 81’ Thauvin |

| Arbitro: | Brisard |

|                          |           |            |
| Sanson 10’ Mītroglou 18’ | Marcatori | 30’ Konaté |

### Coupe de France

#### Fase a eliminazione diretta
| Arbitro: | Lesage |

|            |           |  |
| Amavi 103’ | Marcatori |  |

| Arbitro: | Hamel |

|  |           |                          |
|  | Marcatori | 73’ Germain 90+3’ Sanson |

| Arbitro: | Letexier |

|  |           |                                                                                          |
|  | Marcatori | 9’ Luiz Gustavo 12’ Payet 17’, 48’, 71’ Ocampos 20’, 40’, 78’ Mītroglou 89’ (rig.) N'Jie |

| Arbitro: | Turpin |

|                                |           |  |
| Di María 45+1’, 48’ Cavani 81’ | Marcatori |  |

### Coupe de la Ligue

#### Fase a eliminazione diretta
| Arbitro: | Hamel |

|                                       |                      |                                       |
| André 23’ Khazri 57’                  | Marcatori            | 13’ Mītroglou 81’ Germain             |
| Khazri André Gnagnon Gélin Bourigeaud | Tiri di rigore 4 – 3 | Germain Mītroglou Ocampos Sarr Sanson |

### Europa League

#### Turni preliminari
| Arbitro: | Kalkavan |

|                                 |           |                             |
| Germain 2’, 57’, 82’ Sanson 32’ | Marcatori | 26’ (rig.) Siani 69’ Musona |

| Ostenda 3 agosto 2017, ore 20:30 CEST Terzo turno preliminare - Ritorno | Ostenda | 0 – 0 referto | Olympique Marsiglia | Versluys Arena (7.900 spett.)\| Arbitro: \| Guida \| |
| Arbitro:                                                                | Guida   |               |                     |                                                      |

| Arbitro: | Madden |

|            |           |            |
| Vetrih 12’ | Marcatori | 63’ Sanson |

| Arbitro: | Grinfeld |

|                              |           |  |
| Germain 28’, 56’ Thauvin 85’ | Marcatori |  |

#### Fase a gironi
| Arbitro: | Mažeika |

|          |           |  |
| Rami 48’ | Marcatori |  |

| Arbitro: | Bebek |

|            |           |  |
| Dabour 73’ | Marcatori |  |

| Arbitro: | Johannesson |

|                       |           |             |
| Ocampos 28’ Lopez 76’ | Marcatori | 17’ Martins |

| Arbitro: | Bognár |

|             |           |  |
| Hurtado 80’ | Marcatori |  |

| Arbitro: | Karasëv |

|                   |           |                   |
| Skubic 82’ (rig.) | Marcatori | 90+4’ (aut.) Moke |

| Marsiglia 7 dicembre 2017, ore 21:05 CET Gruppo I - 6ª giornata | Olympique Marsiglia | 0 – 0 referto | Salisburgo | Stade Vélodrome (23.865 spett.)\| Arbitro: \| Kul'bakoŭ \| |
| Arbitro:                                                        | Kul'bakoŭ           |               |            |                                                            |

#### Fase a eliminazione diretta
| Arbitro: | Gözübüyük |

|                             |           |  |
| Germain 4’, 69’ Thauvin 74’ | Marcatori |  |

| Arbitro: | Moen |

|           |           |  |
| Horta 31’ | Marcatori |  |

| Arbitro: | de Sousa |

|                           |           |                     |
| Ocampos 1’, 57’ Payet 14’ | Marcatori | 45+3’ (rig.) Aduriz |

| Arbitro: | Taylor |

|              |           |                              |
| Williams 74’ | Marcatori | 38’ (rig.) Payet 52’ Ocampos |

| Arbitro: | Collum |

|                       |           |  |
| Thauvin 15’ N'Jie 63’ | Marcatori |  |

| Arbitro: | Karasëv |

|                             |           |              |
| Haidara 53’ Sarr 65’ (aut.) | Marcatori | 116’ Rolando |

| Arbitro: | Kuipers |

|  |           |                             |
|  | Marcatori | 21’, 49’ Griezmann 89’ Gabi |

## Statistiche

### Statistiche di squadra
| Competizione      | Punti | In casa | In casa | In casa | In casa | In casa | In casa | In trasferta | In trasferta | In trasferta | In trasferta | In trasferta | In trasferta | Totale | Totale | Totale | Totale | Totale | Totale | DR  |
| Competizione      | Punti | G       | V       | N       | P       | Gf      | Gs      | G            | V            | N            | P            | Gf           | Gs           | G      | V      | N      | P      | Gf     | Gs     | DR  |
| ----------------- | ----- | ------- | ------- | ------- | ------- | ------- | ------- | ------------ | ------------ | ------------ | ------------ | ------------ | ------------ | ------ | ------ | ------ | ------ | ------ | ------ | --- |
| Ligue 1           | 77    | 19      | 12      | 5       | 2       | 44      | 19      | 19           | 10           | 6            | 3            | 35           | 27           | 38     | 22     | 11     | 5      | 79     | 46     | +33 |
| Coupe de France   | -     | 1       | 1       | 0       | 0       | 1       | 0       | 3            | 2            | 0            | 1            | 11           | 4            | 4      | 3      | 0      | 1      | 12     | 3      | +9  |
| Coupe de la Ligue | -     | -       | -       | -       | -       | -       | -       | 1            | 0            | 1            | 0            | 2            | 2            | 1      | 0      | 1      | 0      | 2      | 2      | 0   |
| Europa League     | -     | 9       | 8       | 1       | 0       | 23      | 6       | 9            | 1            | 3            | 5            | 5            | 9            | 19     | 9      | 4      | 6      | 28     | 18     | +10 |
| Totale            | -     | 28      | 21      | 6       | 2       | 68      | 25      | 32           | 13           | 10           | 9            | 53           | 41           | 62     | 34     | 16     | 12     | 121    | 69     | +52 |

### Andamento in campionato
| Giornata  | 1 | 2 | 3 | 4 | 5  | 6 | 7 | 8 | 9 | 10 | 11 | 12 | 13 | 14 | 15 | 16 | 17 | 18 | 19 | 20 | 21 | 22 | 23 | 24 | 25 | 26 | 27 | 28 | 29 | 30 | 31 | 32 | 33 | 34 | 35 | 36 | 37 | 38 |
| --------- | - | - | - | - | -- | - | - | - | - | -- | -- | -- | -- | -- | -- | -- | -- | -- | -- | -- | -- | -- | -- | -- | -- | -- | -- | -- | -- | -- | -- | -- | -- | -- | -- | -- | -- | -- |
| Luogo     | C | T | C | T | C  | T | C | T | T | C  | T  | C  | T  | C  | T  | T  | C  | T  | C  | T  | C  | T  | C  | C  | T  | C  | T  | C  | T  | C  | T  | C  | T  | C  | T  | C  | T  | C  |
| Risultato | V | V | N | P | P  | V | V | V | N | N  | V  | V  | V  | V  | V  | N  | V  | P  | V  | V  | V  | V  | N  | V  | N  | V  | P  | N  | V  | P  | V  | N  | V  | V  | N  | V  | N  | V  |
| Posizione | 2 | 4 | 5 | 6 | 10 | 6 | 5 | 3 | 4 | 5  | 4  | 4  | 4  | 4  | 2  | 4  | 4  | 4  | 4  | 4  | 3  | 3  | 4  | 2  | 3  | 3  | 3  | 3  | 3  | 3  | 3  | 4  | 4  | 4  | 4  | 4  | 4  | 4  |

Fonte:  Classements, su lfp.fr, LFP.
Legenda:

Luogo: C = Casa; T = Trasferta. Risultato: V = Vittoria; N = Pareggio; P = Sconfitta.

### Statistiche dei giocatori
| Giocatore         | Ligue 1  | Ligue 1 | Ligue 1     | Ligue 1    | Coupe de France Coupe de la Ligue | Coupe de France Coupe de la Ligue | Coupe de France Coupe de la Ligue | Coupe de France Coupe de la Ligue | Europa League | Europa League | Europa League | Europa League | Totale   | Totale | Totale      | Totale     |
| Giocatore         | Presenze | Reti    | Ammonizioni | Espulsioni | Presenze                          | Reti                              | Ammonizioni                       | Espulsioni                        | Presenze      | Reti          | Ammonizioni   | Espulsioni    | Presenze | Reti   | Ammonizioni | Espulsioni |
| ----------------- | -------- | ------- | ----------- | ---------- | --------------------------------- | --------------------------------- | --------------------------------- | --------------------------------- | ------------- | ------------- | ------------- | ------------- | -------- | ------ | ----------- | ---------- |
| A. Abdennour      | 8        | 0       | 3           | 0          | 3+1                               | 0                                 | 1+0                               | 0                                 | 2             | 0             | 1             | 0             | 14       | 0      | 5           | 0          |
| J. Amavi          | 27       | 0       | 7           | 0          | 3+1                               | 1+0                               | 0+1                               | 0                                 | 12            | 0             | 4             | 1             | 43       | 1      | 12          | 1          |
| G. Andonian       | -        | -       | -           | -          | -                                 | -                                 | -                                 | -                                 | -             | -             | -             | -             | -        | -      | -           | -          |
| H. Bedimo         | 3        | 0       | 0           | 0          | 1+0                               | 0                                 | 0                                 | 0                                 | -             | -             | -             | -             | 4        | 0      | 0           | 0          |
| R. Cabella        | 3        | 1       | 0           | 0          | -                                 | -                                 | -                                 | -                                 | 1             | 0             | 1             | 0             | 4        | 1      | 1           | 0          |
| Dória             | 3        | 0       | 0           | 0          | -                                 | -                                 | -                                 | -                                 | 2             | 0             | 0             | 0             | 5        | 0      | 0           | 0          |
| P. Evra           | 4        | 0       | 2           | 0          | -                                 | -                                 | -                                 | -                                 | 5             | 0             | 2             | 1             | 9        | 0      | 4           | 1          |
| F. Escales        | 0        | -0      | 0           | 0          | 0                                 | -0                                | 0                                 | 0                                 | 0             | -0            | 0             | 0             | 0        | -0     | 0           | 0          |
| R. Fanni          | -        | -       | -           | -          | -                                 | -                                 | -                                 | -                                 | -             | -             | -             | -             | -        | -      | -           | -          |
| V. Germain        | 35       | 9       | 2           | 0          | 2+1                               | 1+1                               | 0                                 | 0                                 | 17            | 7             | 2             | 0             | 55       | 18     | 4           | 0          |
| T. Hubočan        | 1        | 0       | 1           | 0          | -                                 | -                                 | -                                 | -                                 | 2             | 0             | 0             | 0             | 3        | 0      | 1           | 0          |
| B. Kamara         | 6        | 0       | 1           | 0          | 2+0                               | 0                                 | 0                                 | 0                                 | 6             | 0             | 4             | 1             | 14       | 0      | 5           | 1          |
| M. Lopez          | 24       | 0       | 2           | 0          | 4+0                               | 0                                 | 1+0                               | 0                                 | 17            | 1             | 2             | 0             | 45       | 1      | 5           | 0          |
| Luiz Gustavo      | 34       | 5       | 10          | 1          | 3+1                               | 1+0                               | 0                                 | 0                                 | 19            | 0             | 3             | 0             | 57       | 6      | 13          | 1          |
| S. Mandanda       | 31       | -38     | 0           | 1          | 3+0                               | -3                                | 0                                 | 0                                 | 11            | -11           | 0             | 0             | 45       | -52    | 0           | 1          |
| K. Mītroglou      | 19       | 9       | 2           | 0          | 3+1                               | 3+1                               | 0                                 | 0                                 | 7             | 0             | 2             | 0             | 30       | 13     | 4           | 0          |
| C. N'Jie          | 22       | 7       | 2           | 0          | 3+1                               | 1+0                               | 1+0                               | 0                                 | 13            | 1             | 1             | 0             | 39       | 9      | 4           | 0          |
| L. Ocampos        | 31       | 9       | 6           | 1          | 4+1                               | 3+0                               | 0+2                               | 0                                 | 17            | 4             | 1             | 0             | 53       | 16     | 9           | 1          |
| D. Payet          | 31       | 6       | 6           | 0          | 2+0                               | 1+0                               | 0                                 | 0                                 | 14            | 3             | 2             | 0             | 47       | 10     | 8           | 0          |
| Y. Pelé           | 10       | -9      | 1           | 0          | 1+1                               | -2                                | 0                                 | 0                                 | 8             | -7            | 0             | 0             | 20       | -18    | 1           | 0          |
| A. Rami           | 33       | 1       | 5           | 0          | 3+0                               | 0                                 | 0                                 | 0                                 | 18            | 1             | 5             | 0             | 54       | 2      | 10          | 0          |
| C. Rocchia        | -        | -       | -           | -          | 0                                 | 0                                 | 0                                 | 0                                 | 0             | 0             | 0             | 0             | 0        | 0      | 0           | 0          |
| Rolando           | 31       | 1       | 5           | 0          | 2+1                               | 0                                 | 1+1                               | 0                                 | 12            | 1             | 1             | 0             | 46       | 2      | 8           | 0          |
| H. Sakai          | 33       | 0       | 1           | 0          | 2+1                               | 0                                 | 0                                 | 0                                 | 14            | 1             | 2             | 0             | 50       | 1      | 3           | 0          |
| M. Sanson         | 33       | 9       | 8           | 0          | 2+1                               | 1+0                               | 0                                 | 0                                 | 17            | 2             | 0             | 0             | 53       | 12     | 8           | 0          |
| Y. Sari           | 1        | 0       | 0           | 0          | 3+0                               | 0                                 | 0                                 | 0                                 | -             | -             | -             | -             | 4        | 0      | 0           | 0          |
| B. Sarr           | 29       | 0       | 5           | 0          | 3+1                               | 0                                 | 0                                 | 0                                 | 15            | 1             | 2             | 0             | 48       | 1      | 7           | 0          |
| G. Sertic         | 7        | 0       | 1           | 0          | -                                 | -                                 | -                                 | -                                 | 4             | 0             | 1             | 0             | 11       | 0      | 2           | 0          |
| F. Thauvin        | 35       | 22      | 6           | 0          | 3+1                               | 0                                 | 0                                 | 0                                 | 15            | 4             | 4             | 0             | 54       | 26     | 10          | 0          |
| A. Zambo Anguissa | 37       | 0       | 4           | 0          | 2+1                               | 0                                 | 0                                 | 0                                 | 16            | 0             | 1             | 0             | 56       | 0      | 5           | 0          |